# Lappanella
Lappanella là một chi cá biển thuộc họ Cá bàng chài. Những loài trong chi này có phạm vi phân bố ở Đông Đại Tây Dương và Địa Trung Hải.

## Từ nguyên
Không rõ hàm ý mà từ định danh lappanella của chi này đề cập đến, có lẽ là tên thông thường của loài điển hình L. fasciata trong tiếng Ý.

## Môi trường sống
Hai loài trong chi Lappanella đều được ghi nhận ở vùng nước sâu.

## Các loài
Có hai loài được công nhận là hợp lệ trong chi này là:
- Lappanella fasciata (Cocco, 1833)
- Lappanella guineensis Bauchot, 1969